# Manama
Manama (arapski المنامة, al-Manama) je glavni grad Bahreina. Grad se nalazi u Perzijskom zaljevu u sjeveroistočnom dijelu otoka Bahrein. To je najveći grad Bahreina, u kojem živi oko 150.000 ljudi, što je četvrtina stanovništva.
Naziv grada se prvi put javlja u islamskim spisima iz 1345. Portugalci ga osvajaju 1521. Perzijanci preuzimaju vlast 1602. godine. Do 1783. s manjim prekidima, gradom vlada dinastija al-Halifa. Godine 1958. postaje slobodna luka, a 1971. glavni grad nezavisnog Bahreina.
Gospodarstvo se, kao i u slučaju same države, zasniva na - nafti, rafinerijama, brodogradnji, ribarenju i vađenju bisera. Manamu opslužuje "Međunarodna zračna luka- Bahrein« koja se nalazi na otoku Al Muharak. U gradu se također nalazi i sveučilište osnovano 1986.

## Vanjske poveznice
- Manama - Bahrein  Arhivirana inačica izvorne stranice od 25. listopada 2005. (Wayback Machine)